# Малахайд
Малахайд (на английски: Malahide; на ирландски: Mullach Íde) е град в Източна Ирландия. Разположен е в графство Фингал на графство Дъблин, провинция Ленстър на 16 km северно от столицата Дъблин по северния бряг на Ирландско море. Има жп гара по линията Дъблин-Дроида от 25 май 1844 г. Населението му е 14 937 жители от преброяването през 2006 г. 

## Забележителности
- Замък Малахайд – средновековен замък